# Plozévet
Plozévet település Franciaországban, Finistère megyében. Lakosainak száma 2963 fő (2022. január 1.). Plozévet Guiler-sur-Goyen, Landudec, Mahalon, Plouhinec és Pouldreuzic községekkel határos.

## Népesség
A település népességének változása:
| Lakosok száma | 3541 | 3102 | 2838 | 2900 | 2959 | 2989 | 2967 | 2948 | 2945 | 2963 |
|               | 1968 | 1982 | 1990 | 2006 | 2013 | 2015 | 2017 | 2019 | 2020 | 2022 |